# Dhani Harrison
Dhani Harrison (sinh ngày 1 tháng 8 năm 1978) là nhạc sĩ người Anh, con trai của nghệ sĩ guitar George Harrison và vợ, Olivia Harrison. Dhani bắt đầu sự nghiệp âm nhạc của mình với việc hoàn tất album cuối cùng của cha anh có tên Brainwashed với sự trợ giúp của Jeff Lynne sau khi George Harrison qua đời vào tháng 11 năm 2001. Anh cũng thành lập ban nhạc của mình mang tên Thenewno2 vào năm 2006.
Tên của Dhani được phát âm gần giống với tên "Danny" với việc nối âm "d" qua âm "h" câm. Tên của anh được cấu thành từ 2 nốt thứ 6 và thứ 7 trong âm giai Ấn Độ, là "dha" và "ni". Dhani cũng là một giai điệu raga trong âm nhạc cổ điển Ấn Độ.